# Памаштур
Памаштур (мар. Памаштӱр) — деревня в Звениговском районе Республики Марий Эл. Входит в состав Шелангерского сельского поселения.

## География
Находится в южной части республики Марий Эл на расстоянии приблизительно 32 км по прямой на север-северо-восток от районного центра города Звенигово.

## История
Известна с 1859 года, когда здесь было учтено 5 дворов и 25 жителей. В 1897 году уже стало 90 жителей, в 1902 насчитали 20 дворов. В 1926 году было 33 двора, 166 жителей. В советское время работали колхозы «Красный волгарь»,"1 Мая", имени Ульянова, совхоз «Звениговский».

## Население
Население составляло 39 человек (мари 82 %) в 2002 году, 44 в 2010.

## Известные уроженцы
- Леухин Сергей Степанович (1905—1975) — советский педагог. Учитель физики средней школы № 11 г. Йошкар-Олы Марийской АССР (1936―1942, 1946―1975, с перерывами). Заслуженный учитель школы РСФСР (1958). Кавалер ордена Ленина. Участник Великой Отечественной войны. Член ВКП(б)[5][6].